# Circaetus beaudouini
La culebrera sudanesa (Circaetus beaudouini) ) es una especie de ave accipitriforme de la familia Accipitridae. Está ampliamente distribuida en África, encontrándose desde Senegal y Mauritania hasta el sur de Sudán, norte de Uganda y noroeste de Kenia. No se reconocen subespecies.